# Tatjana Anodina
Tatjana Grigorjewna Anodina (ros. Татьяна Григорьевна Анодина; ur. 16 kwietnia 1939 w Leningradzie) – doktor habilitowany nauk technicznych, od 1991 przewodnicząca Międzypaństwowego Komitetu Lotniczego (MAK).

## Życiorys
Córka pilota wojskowego, absolwentka Politechniki Lwowskiej z tytułem inżyniera konstruktora, wieloletni pracownik Ministerstwa Lotnictwa Cywilnego ZSRR, gdzie m.in. pełniła funkcję naczelnika Głównego Zarządu Wsparcia Elektroradiotechnicznego i Środków Łączności. Mniejszościowa akcjonariuszka linii lotniczych Transaero, założonych przez jej syna, Aleksandra Pleszakowa (ok. 4 proc. akcji). Generalnym dyrektorem Transaero, w 2010 drugiej co do wielkości linii lotniczej na terenie Rosji, była od 2001 jej synowa Olga Pleszakowa, pierwsza kobieta w Rosji zarządzająca linią lotniczą. Jak podaje Forbes, po upadku firmy Transaero w 2015 roku Anodina wraz z synem i synową opuścili Rosję i osiedlili się we Francji.
Po katastrofie polskiego Tu-154 w Smoleńsku, decyzją premiera Rosji Władimira Putina, Tatjana Anodina została 10 kwietnia 2010 jednym z wiceprzewodniczących specjalnej rosyjskiej komisji rządowej do zbadania przyczyn katastrofy (wraz z pierwszym wicepremierem Rosji Siergiejem Iwanowem oraz ministrem ds. sytuacji nadzwyczajnych gen. Siergiejem Szojgu).
Mężem Tatjany Anodiny był generał Piotr Pleszakow (1922–1987), radziecki minister łączności. W latach 90. XX wieku blisko związana z rosyjskim politykiem Jewgienijem Primakowem (w niektórych źródłach pojawia się informacja, jakoby w 1992 Anodina została jego żoną). Ma syna Aleksandra i wnuczkę.
Według jednych źródeł Tatjana Anodina posiada stopień – tytuł generalski, bądź odpowiadający generalskiemu w lotnictwie cywilnym. Według innych tytuł ten wymyślili chcący się przypochlebić Anodinie rosyjscy dziennikarze, co zostało podchwycone przez niektóre polskie media i było wielokrotnie powtarzane przez polskich dziennikarzy i polityków. Niektóre źródła podają, że posiadała 14. kategorię w tabeli rang Ministerstwa Lotnictwa Cywilnego ZSRR, odpowiadającą stopniowi wojskowemu generała broni.

## Odznaczenia i wyróżnienia
- Order „Za zasługi dla Ojczyzny” III klasy (1999)[10]
- Order „Za Zasługi” trzeciego stopnia (Ukraina, 2007)[11]
- Zasłużony Działacz Nauki Federacji Rosyjskiej (1997)[12]
- Nagroda im. Edwarda Warnera (1997)[13]
- Legia Honorowa (Francja, 2013)[14]